# Carlos II của Navarra
Carlos II của Navarra (tiếng Tây Ban Nha: Carlos II de Navarra, tiếng Pháp: Charles II de Navarre; 10 tháng 10 năm 1332 - 1 tháng 1 năm 1387), còn gọi là Carlos Xấu xa (tiếng Tây Ban Nha: Carlos el Malo, tiếng Pháp: Carlos le Mauvais), là Vua của Navarra từ 1349–1387 và Bá tước xứ Évreux từ 1343–1387.
Bên cạnh Pyrenean của Vương quốc Navarra, ông còn có nhiều vùng đất rộng lớn ở Normandie, được thừa kế từ cha mình, Bá tước Philip của Évreux, và mẹ của ông, Nữ hoàng Juana II của Navarra, người đã nhận chúng như một khoản tiền bồi thường vì đã từ bỏ các yêu sách của bà với Pháp, Champagne, và Brie vào năm 1328. Vì vậy, ở miền Bắc nước Pháp, Carlos sở hữu Évreux, Mortain, một phần của Vexin và một phần của Cotentin. Ông là yếu tố chính ở thời điểm quan trọng trong Chiến tranh Trăm năm giữa Pháp và Anh, khi liên tục đổi phe để thực hiện âm mưu nghị sự của riêng mình. Cái chết kinh hoàng của ông khi bị thiêu sống được nhiều người coi là công lý của Đức Chúa Trời đối với ông.

## Cuộc sống

### Tuổi thơ
Carlos sinh ra ở Évreux, con trai của Philippe xứ Évreux và Jeanne II của Navarra. Cha của ông là anh em họ với Vua Philippe VI của Pháp, trong khi mẹ ông, Jeanne, là con duy nhất của Vua Louis X. Carlos thường chỉ ra rằng mình thuộc dõi dõi của cả hai bên, tuy nhiên Carlos lớn lên ở Pháp trong thời thơ ấu cho đến thời điểm ông được tuyên bố là vua năm 17 tuổi, vì vậy ông có thể không có khả năng sử dụng tiếng Navarra một cách thành thạo vào thời điểm đăng quang.
Vào tháng 10 năm 1349, ông đảm nhận vương miện của Navarra. Để tuyên thệ đăng quang và được xức dầu, Carlos II đã đến thăm vương quốc của mình vào mùa hè năm 1350. Lần đầu tiên, lời tuyên thệ được thực hiện bằng một ngôn ngữ không phải là tiếng Latinh hoặc tiếng Occitan theo thông lệ, tức là tiếng Navarre-Aragon. Ngoài những chuyến thăm ngắn ngủi trong 12 năm đầu tiên của triều đại, ông đã dành thời gian gần như hoàn toàn ở Pháp; ông coi Navarra về cơ bản là một nguồn cung cấp nhân lực để thúc đẩy các âm mưu của mình trở thành một cường quốc lớn ở Pháp. Ông đã hy vọng từ lâu về sự công nhận của mình đối với vương miện của Pháp (với tư cách là người thừa kế ngai vị của Philippe IV thông qua mẹ của ông, và dòng dõi Capet thông qua cha của ông). Tuy nhiên, ông đã không thể giành được ngai vàng từ những người anh em họ Valois của mình, những người ở bậc ưu tiên cao hơn ông.

### Vụ giết Carlos de la Cerda và quan hệ với John II (1351–1356)
Carlos II từng là Khâm sai đức vua ở Languedoc năm 1351 và chỉ huy quân đội đánh chiếm Port-Sainte-Marie trên sông Garonne năm 1352. Cùng năm đó, ông kết hôn với Jeanne xứ Valois, con gái của Vua Jean II của Pháp. Ông nhanh chóng trở nên ghen tị với Thống soái Pháp (Connétable de France), Carlos de la Cerda, người được hưởng lợi từ thái ấp Angoulême. Carlos cảm thấy mình xứng đáng được hưởng những lãnh địa này vì chúng thuộc về mẹ ông, Nữ vương Navarra, nhưng chúng đã bị các vị vua Pháp tước đoạt từ bà chỉ với một khoản tiền bồi thường ít ỏi.

Jean, Vua của Pháp, ra lệnh bắt giữ Carlos, Vua của Navarra; tranh từ Chroniques của Jean Froissart.

Sau khi công khai sự tranh chấp với Carlos de la Cerda ở Paris vào Giáng sinh năm 1353, Carlos đã dàn xếp vụ ám sát Thống soái tại làng l'Aigle (8 tháng 1 năm 1354), với anh trai Philippe, Bá tước xứ Longueville, cầm đầu những kẻ sát nhân. Carlos không giấu giếm về vai trò của mình trong vụ giết người, và chỉ trong vài ngày đã lôi kéo người Anh ủng hộ quân đội chống lại cha vợ của mình là Jean II, người mà Thống soái phò tá. Jean II đang chuẩn bị tấn công lãnh thổ của con rể, nhưng việc Carlos tuyên bố liên minh với Vua Edward III của Anh khiến Jean thay vào đó phải làm hòa với Vua Navarra bằng Hiệp ước Mantes ngày 22 tháng 2 năm 1354, theo đó Carlos đã mở rộng tài sản của mình và bề ngoài đã được hòa giải với Jean II. Người Anh đã chuẩn bị xâm lược Pháp cho một chiến dịch chung với Carlos chống lại người Pháp, cảm thấy họ đã đi đôi với nhau. Không phải lần cuối cùng, Carlos đã sử dụng mối đe dọa của một liên minh Anh để giành được sự nhượng bộ của người Pháp.
Mối quan hệ giữa Carlos và Jean II xấu đi sau đó và Jean xâm chiếm lãnh thổ của Carlos ở Normandie vào cuối năm 1354 trong khi Carlos mưu mô với sứ giả của Edward III, Henry xứ Grosmont, Đệ nhất Công tước của Lancaster, tại cuộc đàm phán hòa bình không có kết quả giữa Anh và Pháp được tổ chức tại Avignon vào mùa đông, trong năm 1354–55. Một lần nữa Carlos lại đổi phe: mối đe dọa về một cuộc xâm lược mới của người Anh buộc Jean II phải thực hiện một thỏa thuận hòa giải mới với ông, được ký kết bằng Hiệp ước Valognes vào ngày 10 tháng 9 năm 1355.
Thỏa thuận này cũng không kéo dài. Carlos kết bạn và được cho là đang cố gắng gây ảnh hưởng đến Dauphin Carlos, và dường như đã tham gia vào một cuộc đảo chính bất thành vào tháng 12 năm 1355 với mục đích là thay thế Jean II bằng Dauphin. Jean sửa đổi các vấn đề bằng cách phong cho con trai mình làm Công tước xứ Normandie, nhưng Carlos của Navarra vẫn tiếp tục tư vấn cho Dauphin cách quản lý tỉnh đó.
Cũng có tin đồn về âm mưu của ông ta chống lại nhà vua, và vào ngày 5 tháng 4 năm 1356 Jean II cùng một nhóm ủng hộ xông vào lâu đài của Dauphin tại Rouen, bắt giữ Carlos và bỏ tù ông ta. Bốn trong số những người ủng hộ chính của ông (hai trong số họ từng là kẻ ám sát Carlos de la Cerda) đã bị chặt đầu và thi thể của họ bị treo xích. Carlos được đưa đến Paris và sau đó chuyển từ nhà tù này sang nhà tù khác để đảm bảo an ninh tốt hơn.

### Carlos chống lại Dauphin (1356–1358)
Carlos vẫn ở trong tù sau khi Jean II bị người Anh đánh bại và bắt giữ trong trận Poitiers. Nhưng nhiều thành viên phe đảng của ông đã hoạt động trong Estates General, nơi nỗ lực cai trị và cải cách nước Pháp trong khoảng trống quyền lực do Nhà vua cầm tù trong khi phần lớn đất nước đã suy thoái thành vô chính phủ. Họ liên tục ép Dauphin thả ông ra. Trong khi đó, em trai Carlos, Philip của Navarra đã giao chiến với quân đội Anh xâm lược của Công tước Lancaster và gây chiến với lực lượng của Dauphin trên khắp Normandie. Cuối cùng vào ngày 9 tháng 11 năm 1357 Carlos đã được giải thoát khỏi nhà tù của mình ở pháo đài Arleux bởi một nhóm 30 người từ Amiens do Jean de Picquigny lãnh đạo. Được chào đón như một anh hùng khi bước vào Amiens, ông được Estates General mời vào Paris, điều mà ông đã làm với một đoàn tùy tùng lớn và được 'tiếp đón như một vị vua mới lên ngôi'.
Ông đã phát biểu trước dân chúng vào ngày 30 tháng 11, liệt kê những bất bình của mình đối với những người đã bỏ tù ông. Étienne Marcel dẫn đầu một 'yêu cầu công lý cho Vua Navarra' mà Dauphin không thể chống lại. Carlos yêu cầu bồi thường cho tất cả những thiệt hại đã gây ra cho lãnh thổ của mình trong khi bị giam cầm, ân xá miễn phí cho tất cả tội ác của ông và những người ủng hộ anh ta, và chôn cất danh dự cho các cộng sự của ông bị Jean II hành quyết tại Rouen. Ông cũng yêu cầu Công quốc Normandie của riêng Dauphin và hạt Champagne, nơi có thể khiến ông trở thành người cai trị miền bắc nước Pháp một cách hiệu quả.
Dauphin hầu như bất lực, nhưng ông và Carlos vẫn đang đàm phán khi có tin Edward III và John II đã đạt được một thỏa thuận hòa bình tại Windsor. Biết rằng điều này chỉ có thể gây bất lợi cho mình, Carlos đã mở tất cả các nhà tù ở Paris để tạo ra tình trạng vô chính phủ và rời Paris để xây dựng sức mạnh của mình ở Normandy.Khi vắng mặt, Dauphin cố gắng tập hợp một lực lượng quân sự của riêng mình, nhưng Carlos trong khi đó đã cho những người bị hành quyết của mình một lễ tang cấp nhà nước trọng thể tại Nhà thờ Rouen vào ngày 10 tháng 1 năm 1358 và tuyên bố nội chiến một cách hiệu quả, dẫn đầu một lực lượng Anh-Navarre kết hợp chống lại các đơn vị đồn trú của Dauphin.

## Link liên kết
- Britannica Entry

1. ↑  Although the nickname (French le Mauvais, Spanish el Malo) has stuck, it was first used by Diego Ramírez de Ávalos de La Piscina in his manuscript chronicle Crónica de los muy excelentes Reyes de Navarra in 1534. It did not appear in print until 1571.[1]